# Xã Thomson, Quận Carlton, Minnesota
Xã Thomson (tiếng Anh: Thomson Township) là một xã thuộc quận Carlton, tiểu bang Minnesota, Hoa Kỳ. Năm 2010, dân số của xã này là 5.003 người.